# Florian Böhm
Florian Böhm, eigentlich Florian Büse (* 6. Mai 1978 in Tegernsee), ist ein deutscher Schauspieler und Regisseur.

## Leben
Florian Böhm ist der Sohn von Sissy Böhm, der ältesten Tochter von Karlheinz Böhm und Urenkel des Dirigenten Karl Böhm.
Böhm begann als Achtjähriger in der Serie Löwengrube mit dem Schauspielen und war anschließend in mehreren Werbespots zu sehen. In Peter Weissflogs Fernsehfilm Oh du Fröhliche aus dem Jahre 2000 spielte er eine der Hauptrollen. 2003 trat er als Moderator bei Bravo TV auf. Von 2005 bis 2007 spielte Böhm in 253 Folgen den Masseur Mike Dreschke in der Telenovela Sturm der Liebe. Er war 2005 der Regisseur seines Kurzfilms God’s Place. Im selben Jahr drehte er als Regisseur seine erste Werbung für Siemens und Red Trade GmbH.
Von 2007 bis 2012 lebte Böhm in Melbourne, Australien. Mit der Firma Lighting Experiences produzierte er für den pazifischen Raum Werbungen. Im Januar 2015 wurde Böhm in München wegen Betrugs zu einer Bewährungsstrafe von zehn Monaten verurteilt.
2017 hatte Böhm einen Auftritt in der ZDF-Serie Die Bergretter. 2018 hatte er eine der Hauptrollen in dem Theaterstück Nullmensch von Jovica Letić, das Klaus Rohrmoser beim Tiroler Dramatikerfestival inszenierte. 2019 spielte er in dem Film That's What Friends Are For von Immanuel Degn.
Böhm  hat zwei Kinder.

## Filmografie
- 1987–1990: Löwengrube (Fernsehserie)
- 1999: Oh du Fröhliche
- 2005–2007: Sturm der Liebe (Fernsehserie, 253 Folgen)
- 2016: Die Bergretter (Fernsehserie, 1 Folge)